# Albert Puig i Garrich
Albert Puig i Garrich (Terrassa, 1 d'abril de 1994) és un nedador català especialitzat en els 200 metres estils.
A nivell internacional debutà al Campionat d'Europa júnior de natació de 2011, celebrat a Belgrad (Sèrbia), per a competir en les proves de 200 m. estils (5è lloc), i els relleus de 4x100 m. lliures (2n lloc) i 4x100 m. estils (7è lloc).
L'any següent, al Campionat d'Europa júnior de natació de 2012 disputat a Anvers (Bèlgica), va competir en els 200 m. estils i els 100 m. papallona obtenint excel·lents resultats. En la prova d'estils obtingué la medalla d'or amb un temps de 2:00.95, i en la de papallona la medalla de bronze aturant el cronòmetre a 0:53.77. A la prova del 200 estils es va quedar a molt poc del rècord d'Europa.
Al Campionat del Món de natació de 2013, celebrat a Barcelona, es classificà per a disputar la prova de 200 m. estils i els relleus de 4x200 m. lliures. Puig va quedar eliminat a la fase preliminar quedant en 21è lloc amb un temps de 2:00.49. I en la prova de relleus del 4x200 m. lliures va formar part del Record d'Espanya de Relleus d'aquella modalitat.
Al Campionat d'Europa de natació de 2014, celebrat a Berlín, es classificà per a disputar la seva prova, els 200 m. estils, i participà també dels relleus de 4x200 m. lliures. Puig va passar a les semifinals amb el catorzè millor temps, 2.02.61, i en les semifinals es va quedar a les portes per a entrar a la final amb un temps de 2.01.13.